# 森田芳光
森田 芳光（もりた よしみつ、1950年1月25日 - 2011年12月20日）は、日本の映画監督、脚本家。
1981年に『の・ようなもの』で、長編映画監督デビューした。以降、シリアスなドラマから喜劇、ブラックコメディー、アイドル映画、恋愛映画、ホラー映画、ミステリ映画と幅広いテーマを意欲的に取り扱い、話題作を数多く発表した。

## 生涯

### 生い立ち
母親の実家のある神奈川県茅ヶ崎市にて生まれ、東京都渋谷区円山町で育つ。実家が料亭で、芸者や客を見ていて、子ども心に「人間っていうのは体裁ばかりなんだ」と思っていたという。小さい頃から祖母に連れられて寄席に通った。落語評論家の安藤鶴夫に心酔し、落語を演じるのではなく、論じたかった。学校時代は東宝芸能学校に所属し、子役としてテレビ番組（フジテレビ「長屋の諸君!」）や舞台（日劇「三橋美智也ショー」）などに出演。同期に鷲尾真知子がおり、当時人気子役だった江木俊夫や中山千夏とも交流があった。
日本大学櫻丘高等学校では新聞部に在籍。映画評を担当することになって見たデヴィッド・リーン監督の『ドクトル・ジバゴ』に感動し、映画の魅力に開眼。新宿文化やアメリカンセンターなどに通い、当時隆盛だった実験映画の洗礼を受ける。

### 自主映画の製作
日本大学芸術学部放送学科に進学し、自主映画製作を開始する。自主制作の作品としては『映画』(1971年)、『遠近術』(1972年)、『水蒸気急行』(1976年)、『ライブイン茅ヶ崎』(1978年)があり、『ライブイン茅ヶ崎』は第2回自主製作映画展1978一般公募部門の入選作品に選ばれている。
その一方で、全共闘運動に参加するほか、落語研究会に所属（同研究会の先輩には、のちに放送作家となる高田文夫とプロの落語家となった古今亭右朝がいた）。
日芸を卒業してから、駅前の雑居ビルにある名画座でアルバイトしていたが、26歳の時に友人の紹介でひとつ年下の三沢和子とクリスマスの日にめぐり会う。その日のうちに離れがたい絆を感じ、1週間後には円山町の実家の料亭の空き部屋で同棲していた。いわば「直感婚」だった。軽井沢の教会で結婚式を挙げるのにかかった5万円の費用は森田が競馬で稼いだ。

### 商業映画の監督へ
1981年、若い落語家を主人公とした『の・ようなもの』を、実家を抵当に入れた借金で製作してデビューした。題名は、3代目三遊亭金馬の落語『居酒屋』に出て来る「のようなもの」というフレーズから採られた。続く『シブがき隊 ボーイズ & ガールズ』は、初の大手配給作品ではあるが、予算、期間、内容とも厳しい枷がはめられたアイドル映画であり、これをきっちりとやり終えたことでプロの監督としてのスキルと評価を獲得する。
1983年、松田優作主演の『家族ゲーム』を発表する。家庭をシニカルに、暴力的に描いた、出色のブラックコメディーである。家族全員が長い食卓に、画面に向かって横一列に並んで座る何とも奇妙な食事場面など、何気無い日常の風景を非日常的に描写した、人を食った演出が評判となった。キネマ旬報ベストテン1位など同年の主要映画賞を多く受賞、一部の高評価にとどまっていた前作から大きく飛躍して、新世代の鬼才として広く注目を集める。
1984年、丸山健二原作、沢田研二主演の『ときめきに死す』を経て、薬師丸ひろ子主演の『メイン・テーマ』が大ヒットした。
1985年に、松田優作主演で、夏目漱石『それから』を映画化した。再びその年の主要映画賞を独占し、それまでの異色作路線とは異なって格調高い文芸大作であったこともあり、幅の広さを示して映画界での地位をさらに高めた。
1986年、『それから』から一転、とんねるず主演で広告代理店を描いたコメディーの怪作『そろばんずく』を発表した。バブル時代を色濃く描いた作品となった。
1989年に、吉本ばなな原作の『キッチン』を映画化した。大ベストセラー小説を原作としたにもかかわらず、興行的に大敗する。しかしビデオの売り上げは好調で、隠れた名作として愛されている。『キッチン』が興行的に失敗したことについて、「（原作がベストセラー小説であるので）あんなに（客が）入らないと思わなかったよね（笑）」「修羅場」と後に回想している。

### 映画づくりへの迷い
1990年代前半は、監督するよりもシナリオ執筆や競馬エッセイの連載などの活動を優先した。映画づくりに迷いを感じており、競馬評論家への転身も考えたと後年のインタビューで回想している。競馬では社台レースホースの会員でもあり、リアルバースデー（1989年東京優駿2着）の一口馬主でもあった。

### 作品発表の再開
1996年に、数年の沈黙を破って、パソコン通信による男女の出会いを描いた『(ハル)』を発表する。興行的には不入りだったが、評価は高かった。
1997年5月に、渡辺淳一『失楽園』を、役所広司、黒木瞳の主演で映画化した。人生に疲れた中年男女が不倫の果てに心中するというストーリーで、R-15指定を受ける。結果的に観客動員数が200万人を超える大ヒットとなり、「失楽園（する）」という言葉はこの年の流行語年間大賞にもなった。
1999年に、『39 刑法第三十九条』、貴志祐介原作の『黒い家』と、自身のキャリアにおいて初のサスペンスを発表する。
2002年に、宮部みゆきの大ベストセラー小説を原作とした、中居正広主演のミステリー『模倣犯』を撮った。興行的にはヒットしたが、全編にわたって独自のメディア論を展開したため、純粋なサスペンスを期待した原作者および原作ファンの怒りを買った。
2003年11月に、向田邦子脚本のテレビドラマ『阿修羅のごとく』を映画としてリメイク、4人姉妹のそれぞれの複雑な色恋を描いた。大竹しのぶ、黒木瞳、深津絵里、深田恭子、八千草薫、桃井かおりと豪華な女優陣が結集している。
2004年11月に、伊東美咲主演の『海猫』を発表した。北海道の田舎の漁師の家に嫁いだ女が、夫の弟との密通の果てに自殺するという、破滅的な恋愛を描いた作品である。伊東の演じた激しいベッドシーンをはじめ激しい性描写など青少年に有害な表現が多数指摘され、R-15指定を受けた。
2007年12月1日に『椿三十郎』が公開された。黒澤明監督のオリジナル版（1962年）を、同じシナリオを使ってリメイクした作品である。

### 死去
2011年12月20日、C型肝炎による急性肝不全で死去した。61歳没。墓所は文京区善仁寺。法名は「常然院釋芳映（じょうねんいんしゃくほうえい）」。
2012年3月24日に公開された、瑛太と松山ケンイチ主演の『僕達急行 A列車で行こう』が森田の遺作となった。幼少の頃から好きだった鉄道を題材に、オリジナル脚本でメガホンを執った作品で、使用された車両20路線80車両は「邦画史上最多」であるという。
2021年、『そろばんずく』以外の全監督作品を収録した『生誕70周年記念 森田芳光 全監督作品コンプリート(の・ようなもの) Blu-ray BOX』が日活から発売された。

## エピソード
影響を受けた作品・書籍
- マーシャル・マクルーハンの『メディア論』を読み、大きな影響を受けたという[1][12]。
- 印象に残っている映画として『激突!』『暗殺の森』を挙げている[12]。

作品へのスタンス
- 自身の映画づくりのスタンスについて、「何を描いたのではなく、どう描いたかが大事だ」と[13]。
- 映画のテレビ放映が時間枠の都合でカットされることを嫌い、かつて『家族ゲーム』がテレビ初放映された際[14]には、一番の見どころであり、視聴者も期待していたであろうクライマックスの食卓バトルのシーンを丸ごとカットしてこれに抵抗した[7]。

人間関係
- 音楽の大島ミチルとは、『失楽園』『模倣犯』『阿修羅のごとく』『間宮兄弟』など多数の作品で組んでいる。森田によると、大島とのやり取りは毎回「人に見せられないようなシビアな戦い」であるという[15]。
- 漫画『松田優作物語』（宮崎克・高岩ヨシヒロ作、『ヤングチャンピオン』連載）によると、『家族ゲーム』以来の森田＆松田の次回作の企画段階で、映画の題材のアイデアがなかなか出ず、苛立った松田が森田に言いがかりをつけた際、森田は「お前なんかピストルで撃ち殺してやる！」と絶叫し、その言葉があまりにもナンセンスだったことで松田は吹き出してしまい、イザコザが収まったという。

## 作品

### 監督
- 映画（1971年） - 監督・撮影・編集・出演[3]
- 遠近術（1972年） - 監督・撮影[3]
- 水蒸気急行（1976年） - 監督・撮影・編集[4]
- ライブイン・茅ヶ崎（1978年）- 監督・脚本・撮影・編集[4]
- 劇的ドキュメント レポート'78～'79（1979年） - 構成・演出
- の・ようなもの（1981年）- 監督・脚本 ※劇場用映画監督としてのデビュー作
- シブがき隊 ボーイズ & ガールズ（1982年）- 監督・脚本
- （本）噂のストリッパー（1982年）- 監督・脚本
- ピンクカット 太く愛して深く愛して（1983年）- 監督・脚本[注 1]
- 家族ゲーム（1983年）- 監督・脚本
- ときめきに死す（1984年）- 監督・脚本
- メイン・テーマ（1984年）- 監督・脚本
- それから（1985年）
- そろばんずく（1986年）- 監督・脚本
- 悲しい色やねん（1988年）- 監督・脚本
- 愛と平成の色男（1989年）- 監督・脚本
- キッチン（1989年）- 監督・脚本
- おいしい結婚（1991年）- 監督・脚本
- 未来の想い出 Last Christmas（1992年）- 監督・脚本
- (ハル)（1996年）- 監督・脚本
- 失楽園（1997年）
- 39 刑法第三十九条（1999年）
- 黒い家（1999年）
- 模倣犯（2002年）- 監督・脚本
- 阿修羅のごとく（2003年）
- 海猫（2004年）
- 間宮兄弟（2006年）- 監督・脚本
- サウスバウンド（2007年）- 監督・脚本
- 椿三十郎（2007年）
- わたし出すわ（2009年）- 監督・脚本
- 武士の家計簿（2010年）
- 僕達急行 A列車で行こう（2012年）- 監督・脚本

### 製作総指揮
- バカヤロー! 私、怒ってます（1988年、オムニバス映画。渡辺えり子、堤幸彦、中島哲也、原隆仁が監督）- 製作総指揮・脚本
- バカヤロー!2 幸せになりたい。（1989年、オムニバス。本田昌広、鈴木元、岩松了、成田裕介が監督）- 製作総指揮・脚本
- バカヤロー!3 へんな奴ら（1990年、オムニバス。鹿島勤、長谷川康夫、黒田秀樹、山川直人が監督）- 製作総指揮・脚本
- バカヤロー!4 YOU! お前のことだよ（1991年、オムニバス。太田光、明石知幸、加藤良一が監督）- 製作総指揮・脚本

### オーディオドラマ「絵のない映画」
- 絵のない映画「いいわ」（1984年4月21日発売） - 脚本・演出
- 絵のない映画「だって」（1984年5月21日発売） - 脚本・演出
- 絵のない映画「そんな」（1984年6月21日発売） - 脚本・演出

※EPICソニーからカセットテープとLPレコードでそれぞれ脚本入りで発売された企画アルバム

### 脚本

#### 映画
- 3年目の浮気（1983年、中原俊監督）
- ウホッホ探険隊（1986年、根岸吉太郎監督）
- 免許がない!（1994年、明石知幸監督）
- キリコの風景（1998年、明石知幸監督）
- カラフル（2000年、中原俊監督）

#### オリジナルビデオ
- バカヤロー!V エッチで悪いか（1994年、オムニバス。岩松了、村上修、篠原哲雄が監督）
- バカヤロー!V2 私、問題です（1994年、オムニバス。鈴木元、明石知幸、原隆仁が監督）
- （裏）盗撮ナンパ道（1996年、中田秀夫監督）　※君都道幸（きみとみちゆき）名義

#### テレビドラマ
- 東芝日曜劇場（TBS）
  - 週末物語-シンデレラ・エクスプレス-（1986年、毎日放送）
  - 僕といつまでも（1988年、毎日放送）
  - お目にかかれてうれしいわ （1993年、毎日放送）
- 花王ファミリースペシャル『森田芳光ドラマ 今夜だけのお遊び』（関西テレビ）
  - ペットがおジャマ（1990年）
  - 留守番電話にご用心（1990年）
  - アブナイ写真はどうする?（1990年）
- マコトノハナシ（1992年、NHK）

### 出演

#### 映画
- 東京日和（1997年、竹中直人監督）
- 不夜城（1998年、リー・チーガイ監督）
- 世界の中心で、愛をさけぶ（2004年、行定勲監督）
- SOUL RED 松田優作（2009年、御法川修監督）
- これでいいのだ!!映画★赤塚不二夫（2011年、佐藤英明監督）

#### テレビドラマ
- 土曜ドラマスペシャル『源氏鶏太「重役の椅子」より 上役が遺した愛人』（1988年、TBS）
- 土曜ドラマ『もうひとつの心臓』（1997年、NHK）
- 土曜プレミアム『誰も守れない』（2009年、フジテレビ）

### ラジオ番組
- むうらんヒューマンギャラリー 森田芳光の美人物語（文化放送）

## 受賞歴
- 1978年 - 『ライブ・イン・茅ヶ崎』で、第2回自主製作映画展1978(現・PFFアワード) 一般公募部門入選[5]。
- 1982年 - 『の・ようなもの』
  - 第3回ヨコハマ映画祭
    - 作品賞
    - 新人監督賞
- 1984年 - 『家族ゲーム』
  - 第26回ブルーリボン賞
    - 監督賞

  - 第57回キネマ旬報ベスト・テン
    - 日本映画監督賞
    - 脚本賞

  - 第38回毎日映画コンクール
    - 脚本賞

  - 第8回報知映画賞
    - 作品賞

  - 第5回ヨコハマ映画祭
    - 作品賞
    - 監督賞
    - 脚本賞

  - 第34回芸術選奨新人賞映画部門
  - 第24回日本映画監督協会新人賞
  - 第7回日本アカデミー賞
    - 優秀作品賞
    - 優秀監督賞
    - 優秀脚本賞
- 1986年 - 『それから』
  - 第59回キネマ旬報ベスト・テン
    - 日本映画監督賞

  - 第10回報知映画賞
    - 作品賞
    - 最優秀監督賞

  - 第9回日本アカデミー賞
    - 優秀作品賞
    - 優秀監督賞
- 1987年 - 『ウホッホ探険隊』と『そろばんずく』
  - 第60回キネマ旬報ベスト・テン
    - 脚本賞（『ウホッホ探険隊』のみ）

  - 第8回ヨコハマ映画祭
    - 脚本賞

  - 第10回日本アカデミー賞
    - 優秀脚本賞
- 1997年 - 『（ハル）』
  - 第21回報知映画賞
    - 監督賞

  - 第18回ヨコハマ映画祭
    - 脚本賞

  - 第20回日本アカデミー賞[16]
    - 優秀脚本賞
- 1998年 - 『失楽園』
  - 第21回日本アカデミー賞
    - 優秀監督賞
- 2000年 - 『39 刑法第三十九条』
  - 第54回毎日映画コンクール
    - 監督賞

  - 第21回ヨコハマ映画祭
    - 作品賞
    - 監督賞
- 2004年 - 『阿修羅のごとく』
  - 第46回ブルーリボン賞
    - 監督賞

  - 第16回日刊スポーツ映画大賞・石原裕次郎賞
    - 作品賞

  - 第27回日本アカデミー賞[17]
    - 優秀作品賞
    - 最優秀監督賞

## 関連書
- 『東京監督』（1985年、角川書店）
- 『思い出の森田芳光』（1985年、キネマ旬報社）ISBN 9784873760223
- 『森田芳光組』（2003年、キネマ旬報社） ISBN 9784873762449
- 『キネマ旬報臨時増刊 映画作家 森田芳光の世界』（2012年）
- 『森田芳光祭<まつり> 全員集合! モリタ監督トリビュート! 』（2012年、ぴあMOOK）
- 『夢の時間』（2012年、角川書店）
- 『森田芳光全映画』（2021年、宇多丸,三沢和子編著、リトル・モア）